# Caitlin Leverenz
Caitlin Leverenz (n. Tucson, 26 de febrero de 1991) es una nadadora estadounidense y medallista olímpica en los Juegos Olímpicos de Londres 2012.

## Biografía
Con tan sólo 16 años participó en los Juegos Panamericanos de 2007 en la prueba de 200 m braza, ganando una medalla de oro con un tiempo de 2:25.62, siendo este el récord del campeonato. Tres años después participó en el Campeonato Pan-Pacífico de Natación de 2010 celebrado en Irvine. Ganó dos medallas de bronce en las pruebas de 50 m libre y 50 m braza. En 2012 nadó en los Juegos Olímpicos de Londres 2012 en los 400 m combinado y en los 200 m combinado. En los 400 m combinado llegó a nadar en la final, pero se quedó sin medalla al quedar en sexta posición. Sin embargo en la prueba de 200 m combinado consiguió su primera medalla olímpica, siendo esta de bronce, y con un tiempo de 2:08.95.